# Corps complet sphérique
En mathématiques, un corps K muni d'une valeur absolue est dit complet sphérique si toute suite décroissante de boules emboîtées a une intersection non vide.
Autrement dit, quelle que soit la suite {B1, B2, B3...}  de boules de K (au sens de la distance induite par la valeur absolue) telles que chaque boule soit incluse dans la précédente,
{\displaystyle B_{1}\supseteq B_{2}\supseteq B_{3}\supseteq \cdots }
alors leur intersection est non vide :
{\displaystyle \bigcap _{n\in {\mathbf {N} }}B_{n}\neq \emptyset .}
On peut généraliser cette définition à un corps K muni d'une valuation v à valeurs dans un groupe abélien ordonné : ( K, v ) est complet sphérique si chaque ensemble ordonné de boules possède une intersection non vide.
Les corps complets sphériques sont importants pour l'analyse fonctionnelle non archimédienne, car de nombreux résultats analogues aux théorèmes de l'analyse fonctionnelle classique nécessitent que le corps de base soit complet sphérique.

## Exemples
- Tout corps localement compact est complet sphérique. Cela inclut, en particulier, les corps Qp des nombres p-adiques et toutes leurs extensions finies[3].
- Tout corps complet sphérique est nécessairement complet, mais la réciproque n'est pas vraie. Ainsi, Cp, la complétion de la clôture algébrique de Qp, n'est pas complet sphérique.
- Le corps des séries de Hahn sur un corps ordonné K est sphériquement complet.